# Labuty

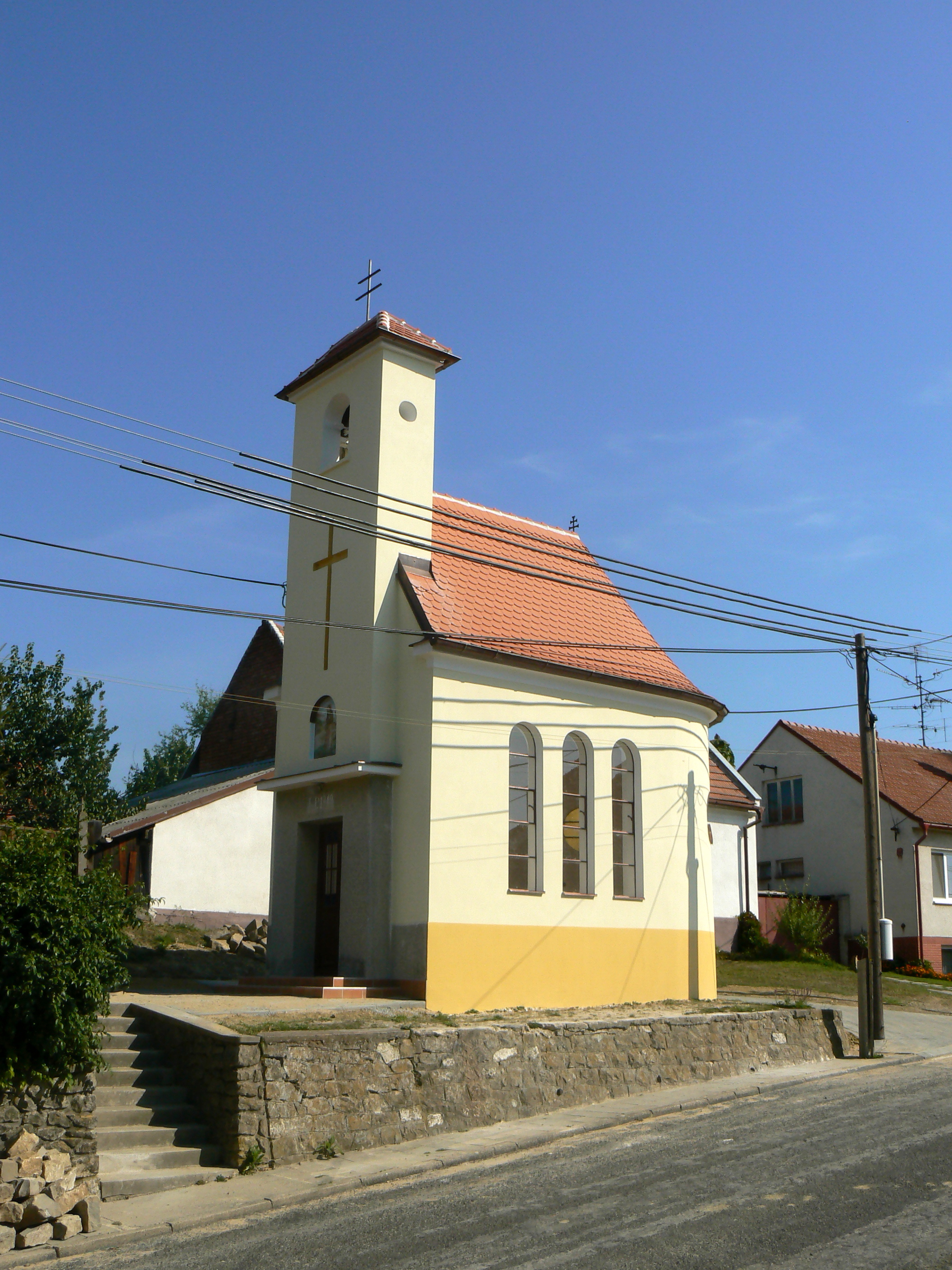
Glockenturm

Labuty (deutsch Labud, älter auch Labuth) ist eine Gemeinde in Tschechien. Sie liegt acht Kilometer nordöstlich von Kyjov und gehört zum Okres Hodonín.

## Geographie
Labuty befindet sich im Hügelland Kyjovská pahorkatina. Das Dorf liegt im Tal des Baches Skalecký potok an der Einmündung des Josefínský potok und Labutský potok. Nördlich erheben sich der Bradlo (543 m) und der Holý kopec (458 m), im Nordosten die Hačky (346 m), östlich die Záhumenice (388 m) und im Nordwesten der Paní háj (410 m).
Nachbarorte sind Podhoří und Vřesovice im Norden, Osvětimany im Nordosten, Hruškovice, Medlovice und Hostějov im Osten, Syrovín und Žeravice im Südosten, Ježov und Skalka im Süden, Dolní Moštěnice im Südwesten, Moravany und Čeložnice im Westen sowie Josefinský Dvůr und Zavadilka im Nordwesten.

## Geschichte
Die erste schriftliche Erwähnung des Dorfes erfolgte im Jahre 1368 im Zusammenhang mit den Vladiken Mikuláš und Boček von Labuť. Boček überließ 1374 das Dorf an Ulrich von Boskowitz. Dieser erwarb 1380 noch die zwei Huben von Zbinek von Labuť. 1390 verkaufte Wanek von Boskowitz Labuť an Heinrich von Zástřizl. Ihm folgte ab 1398 Senek von Augezd, der sich fortan Senek von Labuť nannte. Anna von Labuť verkaufte um 1460 den Hof und das Dorf Labuť mit einer wüsten Mühle und dem erloschenen Dorf Ransberg an Albert d. Ä. von Sternberg. Um 1490 erwarb Wenzel Trutmanský von Porostla Labuť und schlug es dem Gut Dolní Moštěnice zu, zu dieser Zeit wurde auch das Dorf Ohenissowice als wüst genannt. 1508 fiel Dolní Moštěnice mit allem Zubehör nach Trutmanskýs Tod an die Böhmische Krone heim. König Vladislav II. überließ das Gut im selben Jahre gemeinschaftlich an seinem Unterkämmerer Georg von Wlaschim und Heralt Kuna von Kunstadt aus der Gödinger Linie, die den Besitz umgehend an Jan Ořechovský von Honbice weiterreichten. 1521 verkaufte Ořechovský Dolní Moštěnice mit einem Hof in Labuť und dem wüsten Dorf Lněník an Dietrich Podstatský von Prusinowitz. Diesem folgten die Brüder Friedrich und Johann Dietrich d. Ä. von Zierotin, die Dolní Moštěnice 1570 an Čeněk von Leipa überließen. Dabei wurde auch der Weinzehnt von Labuť ausdrücklich genannt. Noch im selben Jahre erwarb Jaroslav von Zástřizl den Besitz. Dessen Urenkelin Anna Johanna Kratzer von Schönsberg verkaufte Unter Moschtienitz 1633 gegen den Widerspruch ihres Vetters Bernard Morkovský von Zástřizl für 30.000 Rheinische Gulden an Julius von Bracciolini. Von ihm erwarb 1637 Peter von Forgách das Gut für 37.000 Rheinische Gulden. Das älteste Ortssiegel stammt von 1623, es zeigt einen Schwan. Weitere Besitzer waren von 1684 bis 1763 die Peterswaldský von Peterswald auf Buchlau, die das Gut für 48.000 Rheinische Gulden kauften. 1763 erwarb Johann von Khuenburg das Gut, danach ersteigerte es 1784 Cäcilia von Loewenfeld. 1832 verstarben zwölf Einwohner bei einer Brechruhrepidemie. Labud bestand im Jahre 1834 aus 61 Häusern und hatte 284 Einwohner. Pfarr- und Schulort war Ježov. Die Bewohner lebten vom Wein- und Obstbau. Bis zur Mitte des 19. Jahrhunderts blieb Labuť immer nach Unter Moschtienitz untertänig.
Nach der Aufhebung der Patrimonialherrschaften bildete Labuť/Labud ab 1850 eine Gemeinde in der Bezirkshauptmannschaft Gaya. Nachfolgend trug das Dorf die amtlichen Namen Labutě und Labuď.
Seit dem Ende des 19. Jahrhunderts nahm die Produktion von Schlachtvieh einen starken Aufschwung. 1901 wurde das Schulhaus eingeweiht. Der heutige Ortsname Labuty wurde 1923 eingeführt. Nach der Aufhebung des Okres Kyjov wurde Labuty 1960 dem Okres Hodonín zugeordnet.

## Gemeindegliederung
Für die Gemeinde Labuty sind keine Ortsteile ausgewiesen.

## Sehenswürdigkeiten
- Glockenturm, erbaut 1834 anstelle eines hölzernen Vorgängerbaus. Seine heutige Gestalt erhielt er beim Umbau von 1940.